# SN 2006mq
SN 2006mq – supernowa typu Ia odkryta 22 października 2006 roku w galaktyce E494-G26. W momencie odkrycia miała maksymalną jasność 12,70m.